# Li Peng
Li Peng (Chinees: 李鵬 / 李鹏, Hanyu pinyin: Lĭ Péng) (nabij Chengdu, 20 oktober 1928 – Peking, 22 juli 2019) was een leidinggevend Chinees politicus. 
Li Peng is geboren in de provincie Sichuan in het zuidwesten van het land. Zijn vader, Li Shuoxun, een schrijver en communist, werd doodgeschoten door het leger van de Chinese Nationale Partij toen Li Peng drie jaar oud was. Zijn vader kende Zhou Enlai die hem adopteerde, iets wat Li Peng in zijn memoires in 2014 ontkende. De vrouw van Zhou Enlai nam hem wel in huis. Li Peng's politieke carrière kwam pas 10 jaar na de dood van Zhou Enlai in een stroomversnelling. Tussen 1948 en 1955 kreeg hij een technische opleiding in Moskou. In de jaren vijftig en zestig bekleedde hij functies in de Chinese civiele-technieksector. In 1979 kreeg hij zijn eerste belangrijke politieke baan als viceminister van de elektriciteitssector.
Van 1988 tot 1998 diende hij als vierde premier van de Volksrepubliek China, eerst onder Yang Shangkun en vervolgens onder Jiang Zemin. Hij werd opgevolgd door Zhu Rongji. Hij was ook Voorzitter van het Nationaal Volkscongres van 1998 tot 2003, een functie waarin hij voorafgegaan werd door Qiao Shi en opgevolgd door Wu Bangguo.
Tijdens de regeerperiode van Deng Xiaoping was Li Peng een van de belangrijkste critici op diens beleid van "Reform and Opening-Up", in het bijzonder na het uiteenvallen van de Sovjet-Unie en het Tiananmenprotest op 4 juni 1989. In mei 1989 gaf hij opdracht aan de pro-democratie betogers het Tiananmenplein te verlaten. Hier werd geen gehoor aan gegeven en op 20 mei kondigde hij op de nationale televisie de staat van beleg aan. Hij gaf het Volksbevrijdingsleger opdracht het plein te ontruimen hetgeen in de nacht van 4 juni gebeurde. Na het neerslaan liet Li Peng duizenden pro-democratie activisten arresteren en vastzetten. Hij gold binnen de communistische partij als aanhanger van de harde lijn en was de aanjager van het Drieklovendam-project, waarvan de begroting excessief werd overschreden en waar meer dan een miljoen Chinezen gedwongen voor moesten verhuizen.
- Bibsys: 1560455410012
- Gemeinsame Normdatei: 170738345
- International Standard Name Identifier: 0000 0000 6419 0430
- Library of Congress Control Number: n88284113
- Nationale Bibliotheek van Letland: 000218140
- Bibliotheek van het Japanse parlement: 00626768
- Nationale bibliotheek van Australië: 36664042
- Nationale Bibliotheek van Israël: 987007426869405171
- Nederlandse Thesaurus van Auteursnamen: 144088401
- Réseau des bibliothèques de Suisse occidentale: 02-A003519019
- SNAC: w6sz9rzp
- Virtual International Authority File: 63858454
- WorldCat: E39PBJpYyX3y78qVM9GchqFR8C